# Sammundri
Sammundri é uma cidade do Paquistão localizada na província de Punjab.